# سیارک ۳۵۳۶
سیارک ۳۵۳۶ (به انگلیسی: 3536 Schleicher، نامگذاری:1981EV20) سه هزار و پانصد و سی و ششمین سیارک کشف شده‌است که در ۲ مارس ۱۹۸۱ کشف شد.
قدر مطلق سیارک برابر ۱۳٫۸۰ است.